# لجنة بحوث الدفاع الوطني (الولايات المتحدة)
لجنة بحوث الدفاع الوطني (بالإنجليزية: National Defense Research Committee، اختصارًا: NDRC) كانت منظمة تَأَسَّيَتْ "لتنسيق وإدارة وإجراء البحوث العلمية المتعلقة بالمسائل الأساسية المرتبطة بتطوير وإنتاج واستخدام تقنيات وأجهزة الحرب" في الولايات المتحدة وذلك ابتداءًا من تاريخ 27 يونيو 1940م وحتى 28 يونيو 1941م. وجرى تنفيذ معظم أعمالها بأعلى درجات السِّرِّيَّة، وقد كانت نقطة انطلاق للكثير من الأبحاث التي تحولت لاحقًا إلى أكثر التقنيات أهمية خلال الحرب العالمية الثانية والتي تَضَمَّنَتْ الرادار والقنبلة الذرية. وجرى إيقاف ذراعها التنفيذي واستبداله بمكتب البحث العلمي والتطوير عام 1941م، ولكن اللجنة بقي لها مهام استشارية مؤثرة حتى أُنْهِي عملها عام 1947م.